# Amblyophis
Amblyophis is een geslacht in de taxonomische indeling van de Euglenozoa. Deze micro-organismen zijn eencellig. Het organisme behoort tot de familie Euglenaceae. Amblyophis werd in 1832 ontdekt door Ehrenberg.